# Biserica Maica Domnului din Trier
Biserica Maica Domnului din Trier (în germană Liebfrauenkirche), care se învecinează cu catedrala Sfântul Petru, este o biserică edificată între anii 1235 și 1260 în orașul Trier, în Germania.
Împreună cu catedrala din Magdeburg, ea constituie unul din primele exemple de arhitectură gotică în Germania. Planul său este fondat pe crucea greacă, turnul de deasupra domului subliniind intersecția navelor. Portalul de vest este bogat decorat cu sculpturi și simboluri iconografice.
Interiorul bisericii conține fresce splendide din secolul al XV-lea pictate pe douăsprezece coloane și simbolizându-i pe apostoli.
Biserica adăpostește și câteva morminte importante, între care cel al unui nobil local, Karl von Metternich (1636), situat în nord-estul capelei. 
În 1986 biserica a fost înscrisă în lista Patrimoniului Mondial al UNESCO, împreună cu Catedrala Sfântul Petru din Trier și monumentele romane din Trier (Porta Nigra, amfiteatrul, Bazilica lui Constantin, termele Barbarei, podul roman, termele imperiale și Mausoleul de la Igel).

## Galerie de imagini

Plan
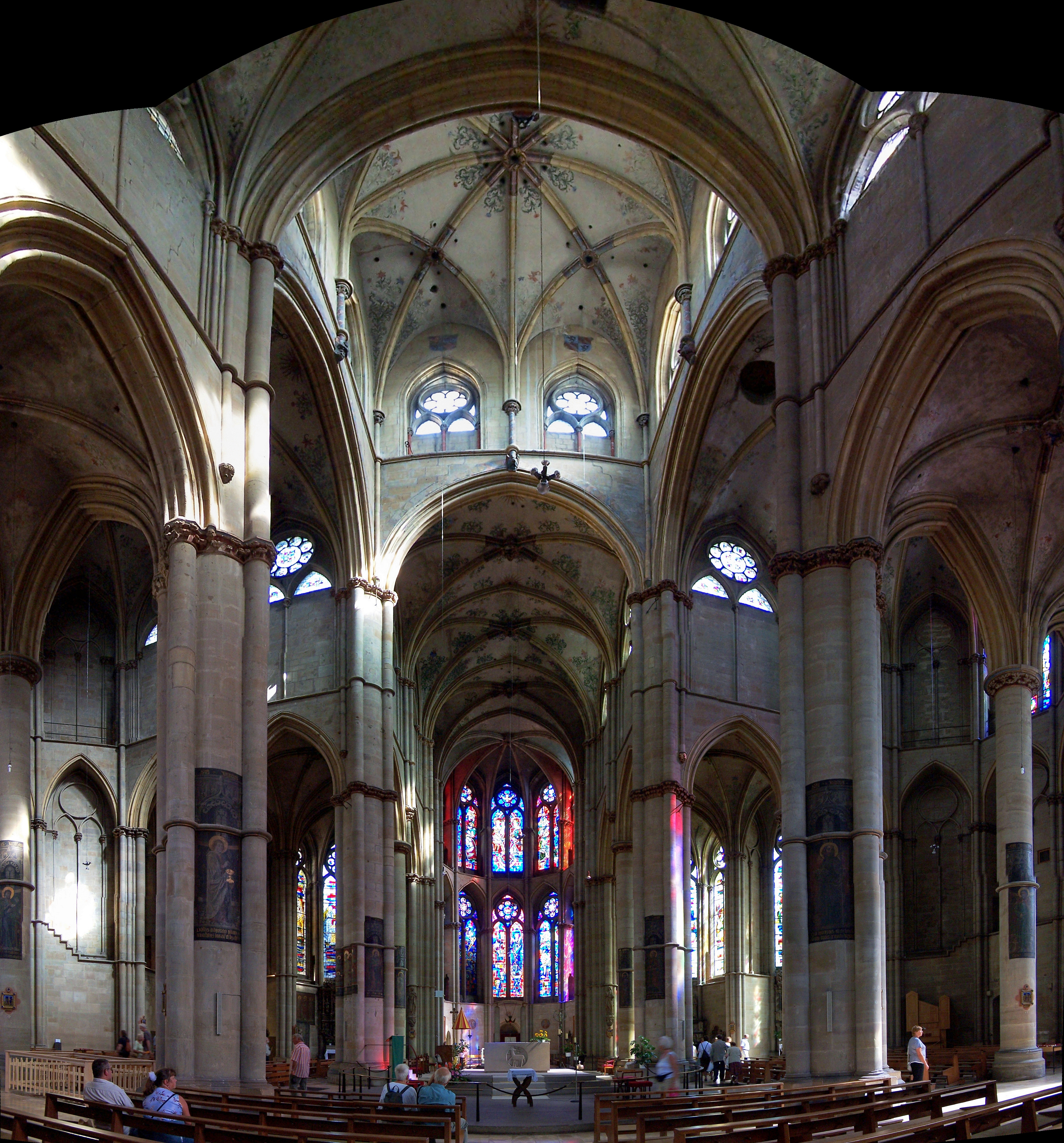
Imagine din interiorul bisericii; Vitralii de Jacques Le Chevallier
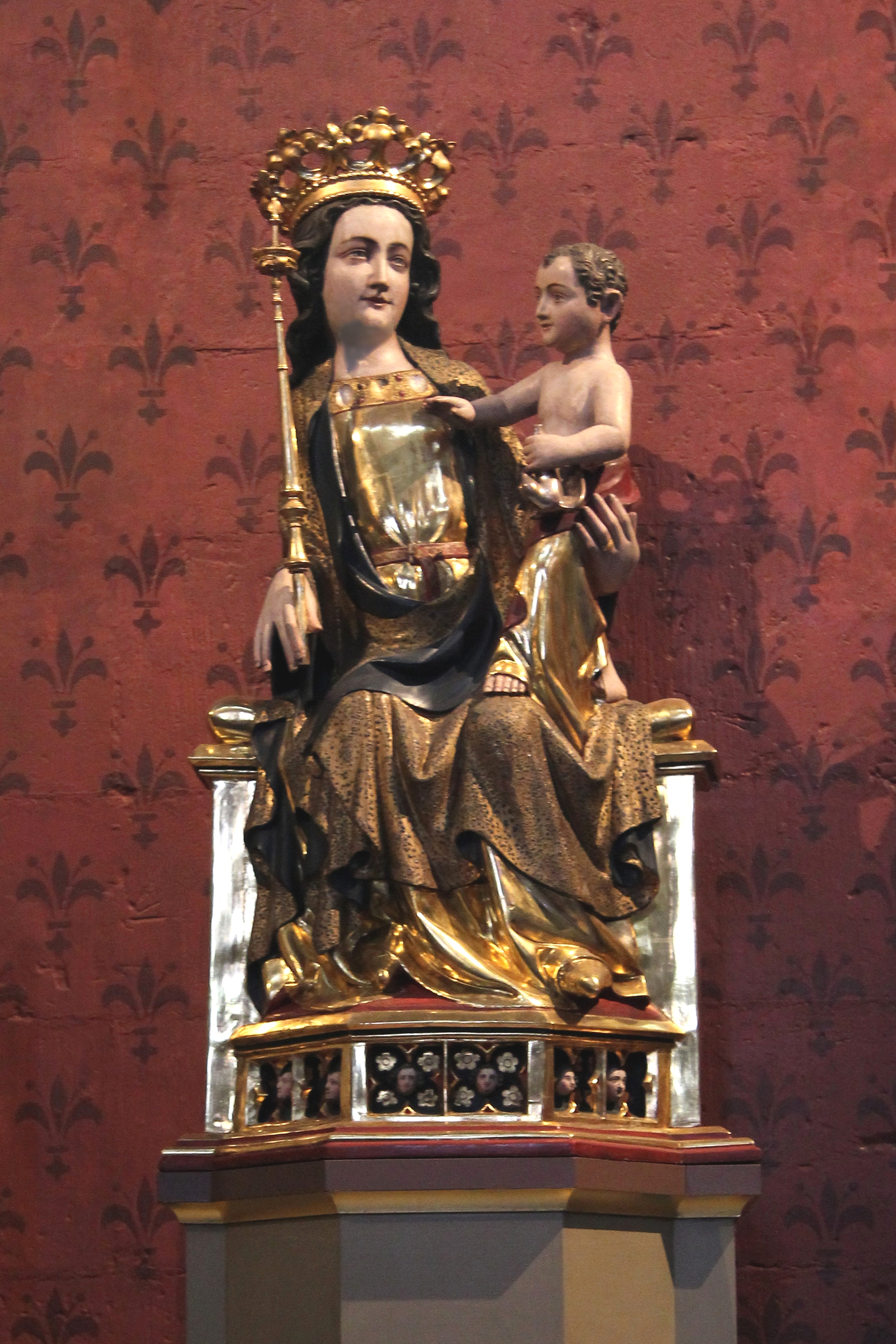
Maica Domnului cu pruncul, secolul al XIV-lea
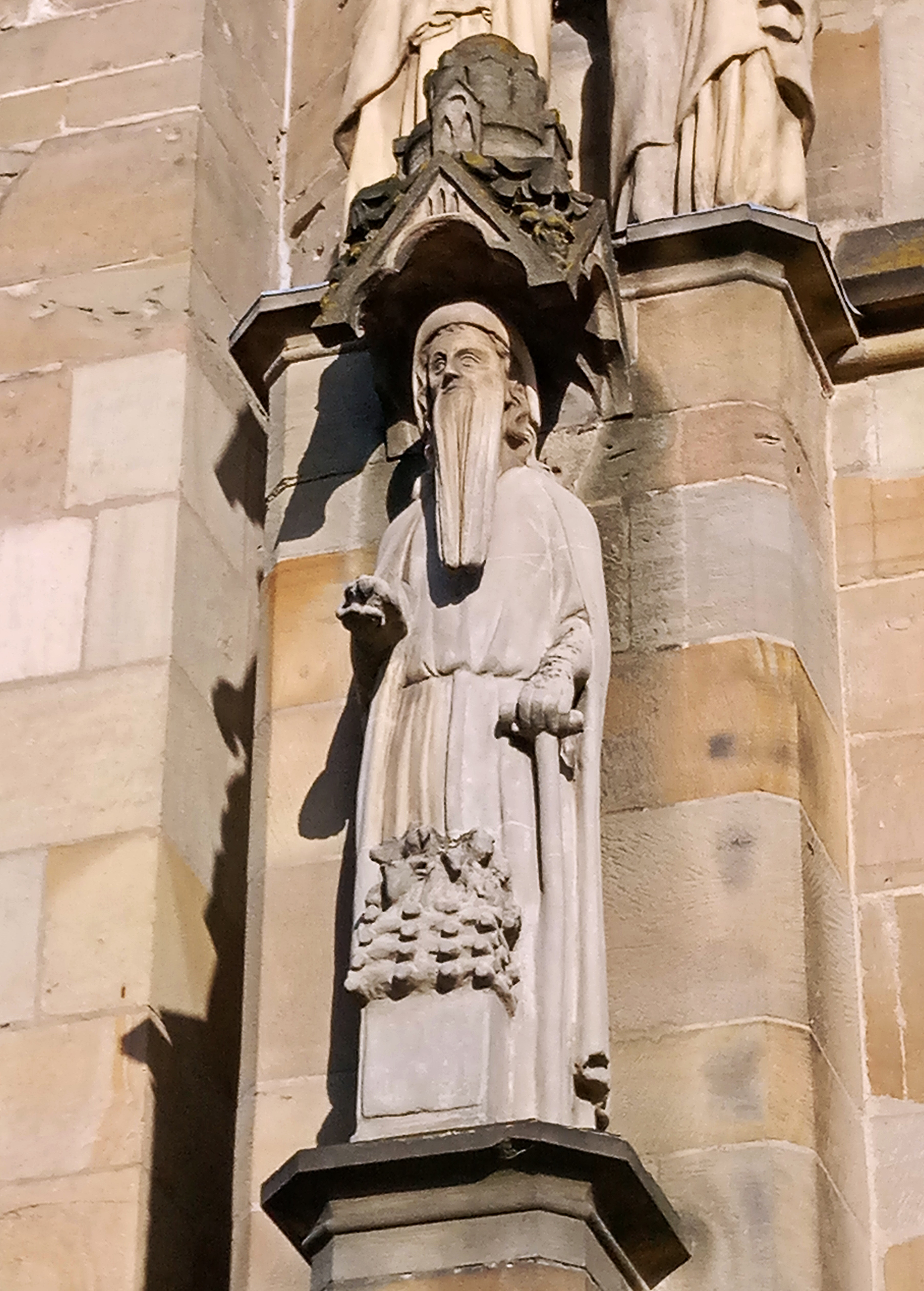
Sfântul Simeon de Siracuza, călugăr bizantin stabilit la Trier